# Глатц, Майкл
Майкл Глатц (англ. Michael Glatze; род. 1975, Олимпия, штат Вашингтон, США) — экс-гей, в прошлом ЛГБТ-активист и основатель «Young Gay America».

## Биография
Родился в Олимпии, США. Его мать была неконфессиональной христианкой, отец — агностиком. Когда Майклу было 13 лет, отец умер от сердечного приступа, мать пережила его на 6 лет. Позднее Глатц получил степень бакалавра в Дартмутском колледже.
Вместе с Бенджи Нисимом (англ. Benjie Nycum) основал журнал «Young Gay America» и издал книгу «XY Survival Guide».
Позднее, после обращения в христианство, сообщил о смене ориентации на гетеросексуальную («Расставание с гомосексуальностью было самым прекрасным событием в моей жизни. Я почувствовал свободу») и посвятил этому две статьи в «WorldNetDaily».
В 2007 году присоединился к Церкви Иисуса Христа Святых последних дней, которую покинул в том же году. Женился в 2013 году.
На данный момент живёт в Колорадо. В 2015 году на основе истории его жизни был снят фильм «Меня зовут Майкл».